# 賀革
賀 革（が かく、479年 - 540年）は、南朝梁の官僚・儒学者。字は文明。本貫は会稽郡山陰県。

## 経歴
賀瑒の長男として生まれた。若くして三礼に通じ、成長すると『孝経』・『論語』・『毛詩』・『春秋左氏伝』を全て習得した。晋安王国侍郎を初任とし、太学博士を兼ねた。湘東王蕭繹の下で侍読をつとめた。武帝の命を受けて、永福省で邵陵王蕭綸・湘東王蕭繹・武陵王蕭紀に礼を講義した。しばらくして湘東王府行参軍となり、尚書儀曹郎に転じた。ほどなく秣陵県令に任じられ、国子博士に転じた。学問の講義をおこなうと、生徒がつねに百人を数えた。湘東王蕭繹の下で西中郎諮議参軍となり、江陵県令を兼ねた。蕭繹が初めて江陵に府学を置くと、賀革は儒林祭酒を兼ね、三礼を講義した。荊州の官僚で賀革の講義を聴講する者はたいへん多かった。南平郡を二度にわたって監察した。ほどなく貞威将軍の号を加えられ、平西長史・南郡太守を兼ねた。荊州で郡太守や県令を歴任して得た俸禄は、妻子のために使われず、もっぱら郷里に寺を造営する費用にあてられた。大同6年（540年）、賀革は在官のまま死去した。享年は62。

## 伝記資料
- 『梁書』巻48 列伝第42
- 『南史』巻62 列伝第52